# Guelfi Firenze
I Guelfi Firenze sono una squadra di football americano della città di Firenze, nata ad opera di un gruppo di ex giocatori delle precedenti squadre fiorentine, Apaches e Renegades. Dal campionato dell'anno 2016 militano nel campionato di Prima Divisione IFL della FIDAF.

## Storia
Disputano il primo campionato nel 2000 arrivando a giocare la finale nazionale, persa contro i Kings Gallarate; nel 2001 il loro cammino si ferma alla semifinale persa sempre contro i Kings. Nel 2002 la squadra si ferma ancora in finale contro i Titans Forlì, mentre nel 2003 i Guelfi vincono il Ninebowl davanti a quasi 6000 spettatori nella cornice dello stadio Artemio Franchi di Firenze contro i Crusaders Cagliari. Nel 2004 i Guelfi passano dal football a 9 giocatori a quello a 11, arrivando alla semifinale persa di misura conto i Panthers Parma. Nel 2005 i Guelfi ottengono una perfect season e si aggiudicano il Silverbowl contro i Briganti Napoli nello stadio Luigi Ridolfi che li ospiterà per 6 anni. Nel 2006 una decisione del Giudice Sportivo esclude i Guelfi dai playoff per non aver trovato l'accordo per la disputa dei quarti di finale a Palermo. Nel 2007 i Guelfi arrivano alla finale di campionato di Novi Ligure persa contro gli Hogs Reggio Emilia. Nel 2008 terminano il campionato ai quarti di finale sempre contro gli Hogs. nel 2009 vengono sconfitti in semifinale contro gli Sharks Palermo. Nel 2010 i Guelfi sono sconfitti in finale per soli 2 punti dai Barbari Roma Nord. Nel 2011 la squadra arriva ai quarti di finale, sconfitta nuovamente dai Barbari. Nel 2012 la gestione tecnica è affidata a Coach Jeff Scurran vincitore di diversi titoli statali in Arizona sia a livello di high school che di college, campionato che si concluderà in semifinale contro i Grizzlies Roma.
Nel 2008 hanno partecipato alla Serie A NFLI, il massimo campionato di football americano italiano, venendo eliminati nei quarti di finale dei play-off dai Hogs Reggio Emilia.
Nel 2015 hanno partecipato per la prima volta al campionato di categoria U13 Tackle, laureandosi campioni nello Youthbowl vincendo in finale contro i Doves Bologna.
Nel 2016 hanno disputato il campionato di Prima Divisione, qualificandosi terzi nel girone Sud con un record di 6 - 4 e perdendo nel primo turno dei playoffs contro i Panthers Parma per 35 - 14.
Il 2 luglio 2022, sul campo dello Stadio Dall'Ara di Bologna, i Guelfi Firenze si sono laureati per la prima volta campioni d'Italia. Battendo 21-17 i Seamen Milano infatti, i viola si sono aggiudicati l'Italian Bowl. Con il loro successo i Guelfi hanno riportato a Firenze un titolo nazionale che, a livello maschile, mancava nella città toscana dal 1980.

## Le 'Elfe
Nel settembre del 2013 nasce la sezione femminile, chiamata 'Elfe Firenze. Durante il primo anno la squadra si è cimentata nel flag football; a dicembre 2015 le 'Elfe hanno deciso di prepararsi per il campionato nazionale di tackle seguite dai coach Simone Iori e Paolo Moretti, non riuscendo però ad accedere ai play off.

## Dettaglio stagioni

### Tornei nazionali

#### Campionato

##### Prima Divisione/IFL
| Stagione | regular season | regular season | regular season | regular season | regular season | regular season | playoff | playoff | playoff | playoff | playoff | playoff          | playoff        |
|          | Vin            | Par            | Per            | Tot            | PF             | PS             | Vin     | Per     | Tot     | PF      | PS      | risultato        | avversaria     |
| -------- | -------------- | -------------- | -------------- | -------------- | -------------- | -------------- | ------- | ------- | ------- | ------- | ------- | ---------------- | -------------- |
| 2016     | 6              | 0              | 4              | 10             | 261            | 219            | 0       | 1       | 1       | 14      | 35      | Quarti di finale | Panthers Parma |
| 2017     | 2              | 0              | 8              | 10             | 181            | 373            | -       | -       | -       | -       | -       | -                | -              |
| 2018     | 4              | 0              | 6              | 10             | 159            | 248            | 0       | 1       | 1       | 0       | 50      | Wild Card        | Giants Bolzano |
| 2019     | 6              | 0              | 2              | 8              | 287            | 178            | 2       | 1       | 3       | 101     | 115     | Italian Bowl     | Seamen Milano  |
| 2022     | 6              | 0              | 2              | 10             | 310            | 195            | 3       | 0       | 3       | 89      | 36      | Campioni         | Seamen Milano  |
| Totale   | 18             | 0              | 20             | 38             | 1198           | 1213           | 5       | 3       | 8       | 204     | 236     |                  |                |

Fonte: Enciclopedia del Football - A cura di Roberto Mezzetti

##### Serie A NFLI
A seguito dell'ingresso di FIDAF nel CONI questo torneo - pur essendo del massimo livello della propria federazione - non è considerato ufficiale.
| Stagione | regular season | regular season | regular season | regular season | regular season | regular season | playoff | playoff | playoff | playoff | playoff | playoff          | playoff            |
|          | Vin            | Par            | Per            | Tot            | PF             | PS             | Vin     | Per     | Tot     | PF      | PS      | risultato        | avversaria         |
| -------- | -------------- | -------------- | -------------- | -------------- | -------------- | -------------- | ------- | ------- | ------- | ------- | ------- | ---------------- | ------------------ |
| 2008     | 6              | 0              | 2              | 8              | 176            | 100            | 0       | 1       | 1       | 9       | 22      | Quarti di finale | Hogs Reggio Emilia |
| Totale   | 6              | 0              | 2              | 8              | 176            | 100            | 0       | 1       | 1       | 9       | 22      |                  |                    |

Fonte: Enciclopedia del Football - A cura di Roberto Mezzetti

##### CIFAF
| Stagione | regular season | regular season | regular season | regular season | regular season | regular season | playoff | playoff | playoff | playoff | playoff | playoff   | playoff    |
|          | Vin            | Par            | Per            | Tot            | PF             | PS             | Vin     | Per     | Tot     | PF      | PS      | risultato | avversaria |
| -------- | -------------- | -------------- | -------------- | -------------- | -------------- | -------------- | ------- | ------- | ------- | ------- | ------- | --------- | ---------- |
| 2015     | 0              | 0              | 3              | 3              | 6              | 113            | -       | -       | -       | -       | -       | -         | -          |
| Totale   | 0              | 0              | 3              | 3              | 6              | 113            | -       | -       | -       | -       | -       |           |            |

Fonte: Enciclopedia del Football - A cura di Roberto Mezzetti

##### Serie A2/B (secondo livello)/Winter League (secondo livello)/LENAF/Seconda Divisione
| Stagione | regular season | regular season | regular season | regular season | regular season | regular season | playoff | playoff | playoff | playoff | playoff | playoff                       | playoff            |
|          | Vin            | Par            | Per            | Tot            | PF             | PS             | Vin     | Per     | Tot     | PF      | PS      | risultato                     | avversaria         |
| -------- | -------------- | -------------- | -------------- | -------------- | -------------- | -------------- | ------- | ------- | ------- | ------- | ------- | ----------------------------- | ------------------ |
| 2000     | 5              | 0              | 3              | 8              | 181            | 117            | 2       | 1       | 3       | 64      | 44      | Snowbowl                      | Kings Gallarate    |
| 2001     | 5              | 0              | 1              | 6              | 194            | 38             | 0       | 1       | 1       | 6       | 12      | Semifinale                    | Kings Gallarate    |
| 2002     | 4              | 0              | 1              | 5              | 87             | 42             | 1       | 1       | 2       | 42      | 32      | Silver Bowl                   | Titans Romagna     |
| 2004     | 7              | 0              | 1              | 8              | 246            | 72             | 0       | 1       | 1       | 14      | 18      | Semifinale                    | Panthers Parma     |
| 2005     | 6              | 0              | 0              | 6              | 163            | 54             | 3       | 0       | 3       | 101     | 27      | Campioni                      | Briganti Napoli    |
| 2006     | 5              | 0              | 2              | 7              | 178            | 97             | 0       | 1       | 1       | 0       | 8       | Sessantaquattresimi di finale | Corsari Palermo    |
| 2007     | 2              | 0              | 4              | 6              | 92             | 124            | 3       | 1       | 4       | 87      | 65      | Silverbowl                    | Hogs Reggio Emilia |
| 2009     | 8              | 0              | 0              | 8              | 217            | 25             | 0       | 1       | 1       | 12      | 20      | Semifinale                    | Sharks Palermo     |
| 2010     | 7              | 0              | 1              | 8              | 252            | 38             | 2       | 1       | 3       | 91      | 30      | Italian Bowl                  | Barbari Roma Nord  |
| 2011     | 7              | 0              | 1              | 8              | 189            | 77             | 1       | 1       | 2       | 69      | 28      | Quarti di finale              | Barbari Roma Nord  |
| 2012     | 8              | 0              | 0              | 8              | 216            | 70             | 1       | 1       | 2       | 34      | 35      | Semifinale                    | Grizzlies Roma     |
| 2013     | 7              | 0              | 1              | 8              | 168            | 80             | 1       | 1       | 2       | 47      | 34      | Semifinale                    | Lions Bergamo      |
| 2014     | 5              | 0              | 3              | 8              | 189            | 114            | -       | -       | -       | -       | -       | -                             | -                  |
| 2015     | 8              | 0              | 0              | 8              | 193            | 77             | 1       | 1       | 2       | 41      | 42      | Semifinale                    | Hogs Reggio Emilia |
| Totale   | 84             | 0              | 18             | 102            | 2565           | 1025           | 15      | 12      | 27      | 608     | 395     |                               |                    |

Fonte: Enciclopedia del Football - A cura di Roberto Mezzetti

##### Nine League/CIF9
| Stagione | regular season | regular season | regular season | regular season | regular season | regular season | playoff | playoff | playoff | playoff | playoff | playoff   | playoff            |
|          | Vin            | Par            | Per            | Tot            | PF             | PS             | Vin     | Per     | Tot     | PF      | PS      | risultato | avversaria         |
| -------- | -------------- | -------------- | -------------- | -------------- | -------------- | -------------- | ------- | ------- | ------- | ------- | ------- | --------- | ------------------ |
| 2003     | 6              | 0              | 1              | 7              | 240            | 31             | 2       | 0       | 2       | 72      | 14      | Campioni  | Crusaders Cagliari |
| 2021     | 2              | 0              | 2              | 4              | 86             | 107            | -       | -       | -       | -       | -       | -         | -                  |
| 2022     | 0              | 0              | 4              | 4              | 34             | 85             | -       | -       | -       | -       | -       | -         | -                  |
| Totale   | 8              | 0              | 7              | 15             | 360            | 223            | 2       | 0       | 2       | 72      | 14      |           |                    |

Fonte: Enciclopedia del Football - A cura di Roberto Mezzetti

#### Campionati giovanili

##### Under 23
| Stagione | regular season | regular season | regular season | regular season | regular season | regular season | playoff | playoff | playoff | playoff | playoff | playoff   | playoff    |
|          | Vin            | Par            | Per            | Tot            | PF             | PS             | Vin     | Per     | Tot     | PF      | PS      | risultato | avversaria |
| -------- | -------------- | -------------- | -------------- | -------------- | -------------- | -------------- | ------- | ------- | ------- | ------- | ------- | --------- | ---------- |
| 2008     | 3              | 0              | 2              | 5              | 97             | 110            | -       | -       | -       | -       | -       | -         | -          |
| Totale   | 3              | 0              | 2              | 5              | 97             | 110            | -       | -       | -       | -       | -       |           |            |

Fonte: Enciclopedia del Football - A cura di Roberto Mezzetti

##### Under 21
| Stagione | regular season | regular season | regular season | regular season | regular season | regular season | playoff | playoff | playoff | playoff | playoff | playoff          | playoff          |
|          | Vin            | Par            | Per            | Tot            | PF             | PS             | Vin     | Per     | Tot     | PF      | PS      | risultato        | avversaria       |
| -------- | -------------- | -------------- | -------------- | -------------- | -------------- | -------------- | ------- | ------- | ------- | ------- | ------- | ---------------- | ---------------- |
| 2005     | 1              | 0              | 3              | 4              | 61             | 117            | -       | -       | -       | -       | -       | -                | -                |
| 2006     | 3              | 0              | 1              | 4              | 83             | 48             | 1       | 1       | 2       | 20      | 35      | Quarti di finale | Warriors Bologna |
| 2007     | 2              | 0              | 2              | 4              | 73             | 53             | -       | -       | -       | -       | -       | -                | -                |
| 2009     | 4              | 0              | 2              | 6              | 180            | 92             | 0       | 1       | 1       | 6       | 13      | Quarti di finale | Giants Bolzano   |
| 2010     | 4              | 0              | 2              | 6              | 132            | 102            | -       | -       | -       | -       | -       | -                | -                |
| 2011     | 3              | 0              | 3              | 6              | 234            | 289            | 0       | 1       | 1       | 14      | 40      | Ottavi di finale | Seamen Milano    |
| 2012     | 1              | 0              | 5              | 6              | 76             | 233            | -       | -       | -       | -       | -       | -                | -                |
| Totale   | 18             | 0              | 18             | 36             | 839            | 934            | 1       | 3       | 4       | 40      | 88      |                  |                  |

Fonte: Enciclopedia del Football - A cura di Roberto Mezzetti

##### Under 19
| Stagione | regular season | regular season | regular season | regular season | regular season | regular season | playoff | playoff | playoff | playoff | playoff | playoff   | playoff    |
|          | Vin            | Par            | Per            | Tot            | PF             | PS             | Vin     | Per     | Tot     | PF      | PS      | risultato | avversaria |
| -------- | -------------- | -------------- | -------------- | -------------- | -------------- | -------------- | ------- | ------- | ------- | ------- | ------- | --------- | ---------- |
| 2013     | 1              | 0              | 5              | 6              | 54             | 137            | -       | -       | -       | -       | -       | -         | -          |
| Totale   | 1              | 0              | 5              | 6              | 54             | 137            | -       | -       | -       | -       | -       |           |            |

Fonte: Enciclopedia del Football - A cura di Roberto Mezzetti

##### Under 13
| Stagione | regular season | regular season | regular season | regular season | regular season | regular season | playoff | playoff | playoff | playoff | playoff | playoff   | playoff       |
|          | Vin            | Par            | Per            | Tot            | PF             | PS             | Vin     | Per     | Tot     | PF      | PS      | risultato | avversaria    |
| -------- | -------------- | -------------- | -------------- | -------------- | -------------- | -------------- | ------- | ------- | ------- | ------- | ------- | --------- | ------------- |
| 2015     | 4              | 0              | 2              | 6              | 139            | 117            | 2       | 0       | 2       | 65      | 43      | Campioni  | Doves Bologna |
| Totale   | 4              | 0              | 2              | 6              | 139            | 117            | 2       | 0       | 2       | 65      | 43      |           |               |

Fonte: Fidaf.org

### Altri tornei

#### Tuscany Bowl
| Stagione | regular season | regular season | regular season | regular season | regular season | regular season | playoff | playoff | playoff | playoff | playoff | playoff    | playoff    |
|          | Vin            | Par            | Per            | Tot            | PF             | PS             | Vin     | Per     | Tot     | PF      | PS      | risultato  | avversaria |
| -------- | -------------- | -------------- | -------------- | -------------- | -------------- | -------------- | ------- | ------- | ------- | ------- | ------- | ---------- | ---------- |
| 2011     | 1              | 0              | 1              | 2              | 53             | 46             | 0       | 1       | 1       | 12      | 13      | Semifinale | Bolts Pisa |
| Totale   | 1              | 0              | 1              | 2              | 53             | 46             | 0       | 1       | 1       | 12      | 13      |            |            |

Fonte: Enciclopedia del Football - A cura di Roberto Mezzetti

### Riepilogo fasi finali disputate
| Anno | Luogo              | Evento               | Fase del torneo                                | Incontro                            | Risultato    |
| 2000 | Milano             | Snowbowl             | Finale                                         | Guelfi Firenze - Kings Gallarate    | 25 - 30      |
| 2001 | ?                  | Snowbowl             | Semifinale                                     | Kings Gallarate - Guelfi Firenze    | 12 - 6       |
| 2002 | Cesenatico         | Silverbowl           | Finale                                         | Guelfi Firenze - Titans Romagna     | 20 - 26      |
| 2003 | Firenze            | Ninebowl             | Finale                                         | Guelfi Firenze - Crusaders Cagliari | 38 - 6       |
| 2004 | Firenze            | Silverbowl           | Semifinale                                     | Guelfi Firenze - Panthers Parma     | 14 - 18      |
| 2005 | Firenze            | Silverbowl           | Finale                                         | Guelfi Firenze - Briganti Napoli    | 47 - 21      |
| 2006 | ?                  | Superbowl/Silverbowl | Sessantaquattresimi di finale/Ottavi di finale | Corsari Palermo - Guelfi Firenze    | 8 - 0 d.g.s. |
| 2006 | Bologna            | Youngbowl            | Quarti di finale                               | Warriors Bologna - Guelfi Firenze   | 35 - 0       |
| 2007 | Celle Ligure       | Superbowl/Silverbowl | Ottavi di finale/Finale                        | Guelfi Firenze - Hogs Reggio Emilia | 13 - 40      |
| 2008 | Scandiano          | Superbowl            | Quarti di finale                               | Hogs Reggio Emilia - Guelfi Firenze | 22 - 9       |
| 2009 | Firenze            | Italian Bowl         | Semifinale                                     | Guelfi Firenze - Sharks Palermo     | 12 - 20      |
| 2009 | Bolzano            | College Bowl         | Quarti di finale                               | Giants Bolzano - Guelfi Firenze     | 13 - 6       |
| 2010 | Padova             | Italian Bowl         | Finale                                         | Barbari Roma Nord - Guelfi Firenze  | 14 - 12      |
| 2011 | Roma               | Italian Bowl         | Quarti di finale                               | Barbari Roma Nord - Guelfi Firenze  | 21 - 14 o.t. |
| 2011 | Massa              | Tuscany Bowl         | Semifinale                                     | Bolts Pisa - Guelfi Firenze         | 13 - 12      |
| 2011 | Milano             | College Bowl         | Ottavi di finale                               | Seamen Milano - Guelfi Firenze      | 40 - 14      |
| 2012 | Firenze            | Italian Bowl         | Semifinale                                     | Guelfi Firenze - Grizzlies Roma     | 6 - 21       |
| 2013 | Osio Sotto         | Italian Bowl         | Semifinale                                     | Lions Bergamo - Guelfi Firenze      | 27 - 6       |
| 2015 | Scandiano          | Italian Bowl LENAF   | Semifinale                                     | Hogs Reggio Emilia - Guelfi Firenze | 28 - 20      |
| 2015 | Pero               | Youth Bowl           | Finale                                         | Doves Bologna - Guelfi Firenze      | 25 - 26      |
| 2016 | Parma              | Italian Bowl IFL     | Quarti di finale                               | Panthers Parma - Guelfi Firenze     | 35 - 14      |
| 2018 | Bolzano            | Italian Bowl         | Wild Card                                      | Giants Bolzano - Guelfi Firenze     | 50 - 0       |
| 2019 | Sesto San Giovanni | Italian Bowl         | Finale                                         | Seamen Milano - Guelfi Firenze      | 62 - 28      |
| 2022 | Bologna            | Italian Bowl         | Finale                                         | Guelfi Firenze - Seamen Milano      | 21 - 17      |